# Kasey Kahne

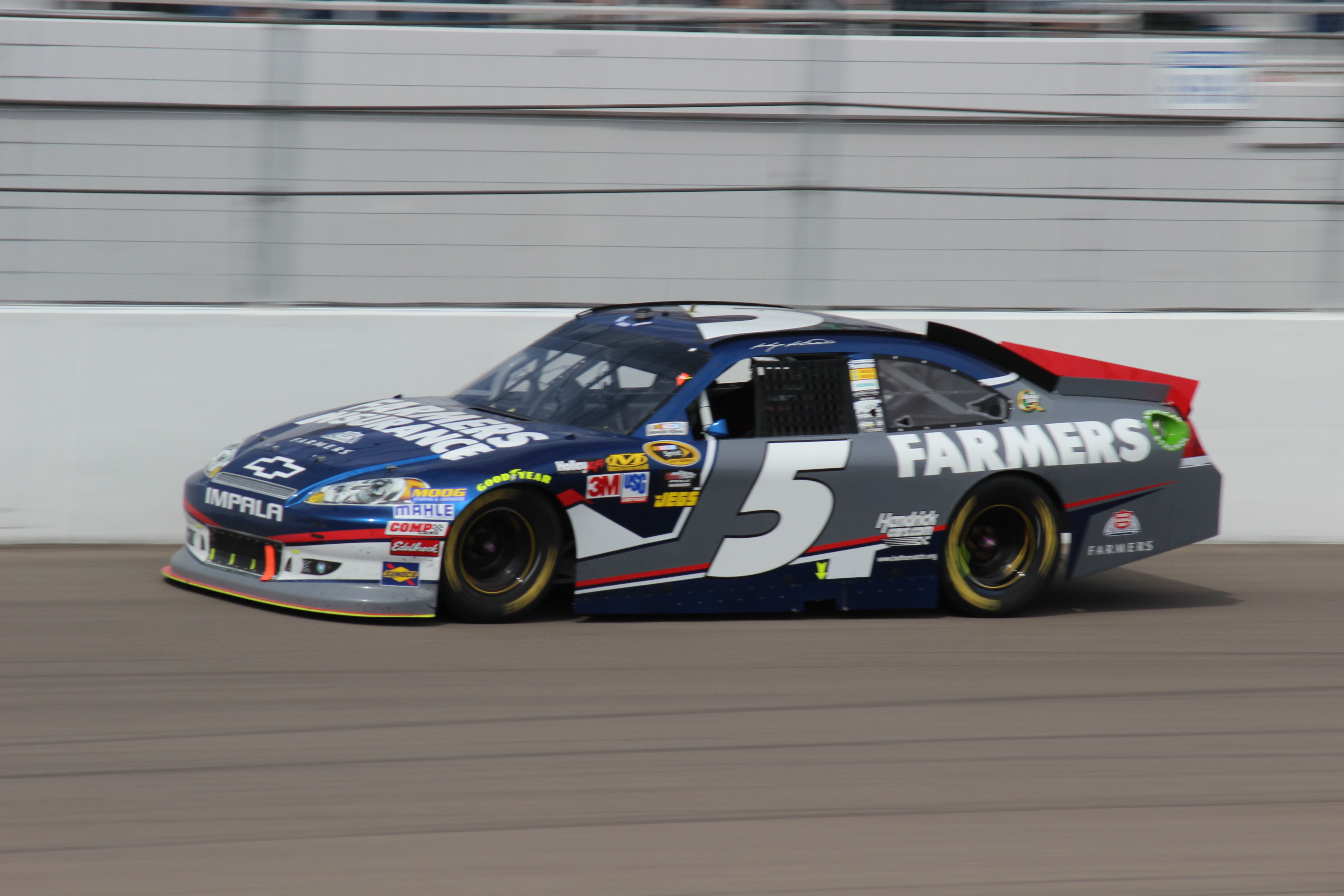
Carro de Kasey Kahne na NASCAR Cup Series em 2012.

Kasey Kenneth Kahne (Enumclaw, 10 de Abril de 1980) é um piloto norte-americano de Stock Cars Americano (NASCAR). Ele pilota o carro N.º 5 Chevrolet SS da Hendrick Motorsports na Monster Energy NASCAR Cup Series . Kahne estreou na categoria principal (Sprint Cup) substituindo Bill Elliott no carro N.º 9 da Evernham Motorsports. Em 2009, a Evernham Motorsports se juntou com a Petty Enterprises, equipe de Richard Petty (o maior vencedor da categoria) e passou a se chamar Richard Petty Motorsports. Em 2010, a RPM como é conhecida, também se juntou com a Yates Racing. Em meados de 2010, Kahne saiu da equipe e foi para a equipe Red Bull Racing no Toyota N.º 4, aonde conseguiu uma vitória, e ficou até o final de 2011, quando a equipe fechou as portas. Já em 2012, Kahne se transferiu para o carro de N.º 5 da Hendrick Motorsports aonde está até hoje. Kahne possui 17 vitórias na categoria principal, 8 na Xfinity Series aonde corre algumas corridas no N.º 88 da JR Motorsports, dividindo o carro com Dale Earnhardt, Jr. (dono da equipe) e Kevin Harvick e 5 vitórias na Camping World Truck Series.